# 1,8-diaminonaftalen
1,8-Diaminonaftalen (systematický název naftalen-1,8-diamin) je organická sloučenina, jeden z izomerních diaminovaných derivátů naftalenu. Jedná se o bezbarvou pevnou látku, která na vzduchu tmavne. Používá se na výrobu barviv.

## Výroba a reakce

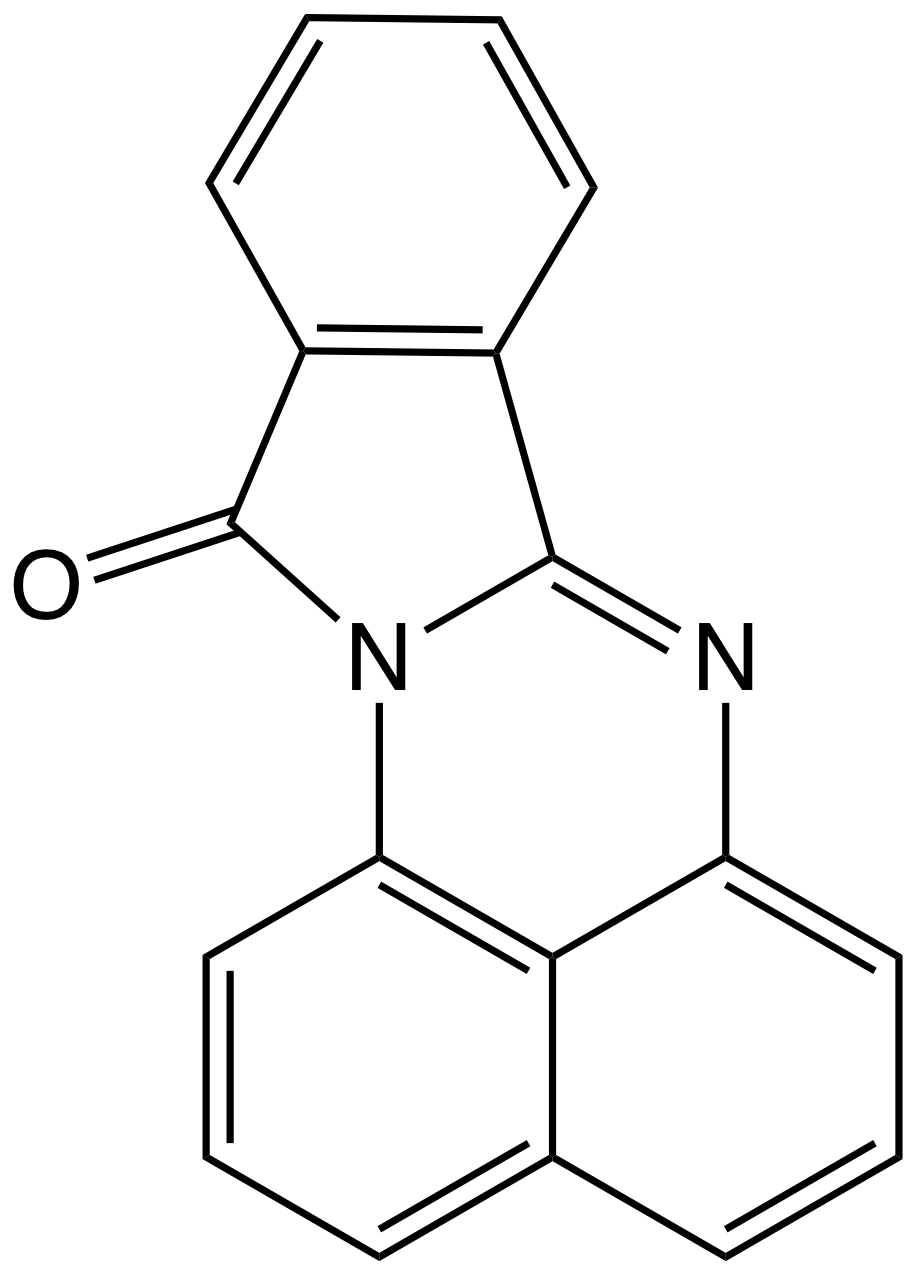
Strukturní vzorec 12-ftaloperinonu, derivátu 1,8-diaminonaftalenu

1,8-Diaminonaftalen se vyrábí redukcí 1,8-dinitronaftalenu, který vzniká jako jeden z izomerů při nitraci 1-nitronaftalenu.
Reakcemi s deriváty ftalanhydridu se mění na odpovídající ftaloperinony. Z 1,8-diaminonaftalenu se také vyrábí 1,8-bis(dimethylamino)naftalen.